# Kreuzkirche (Eisenach)

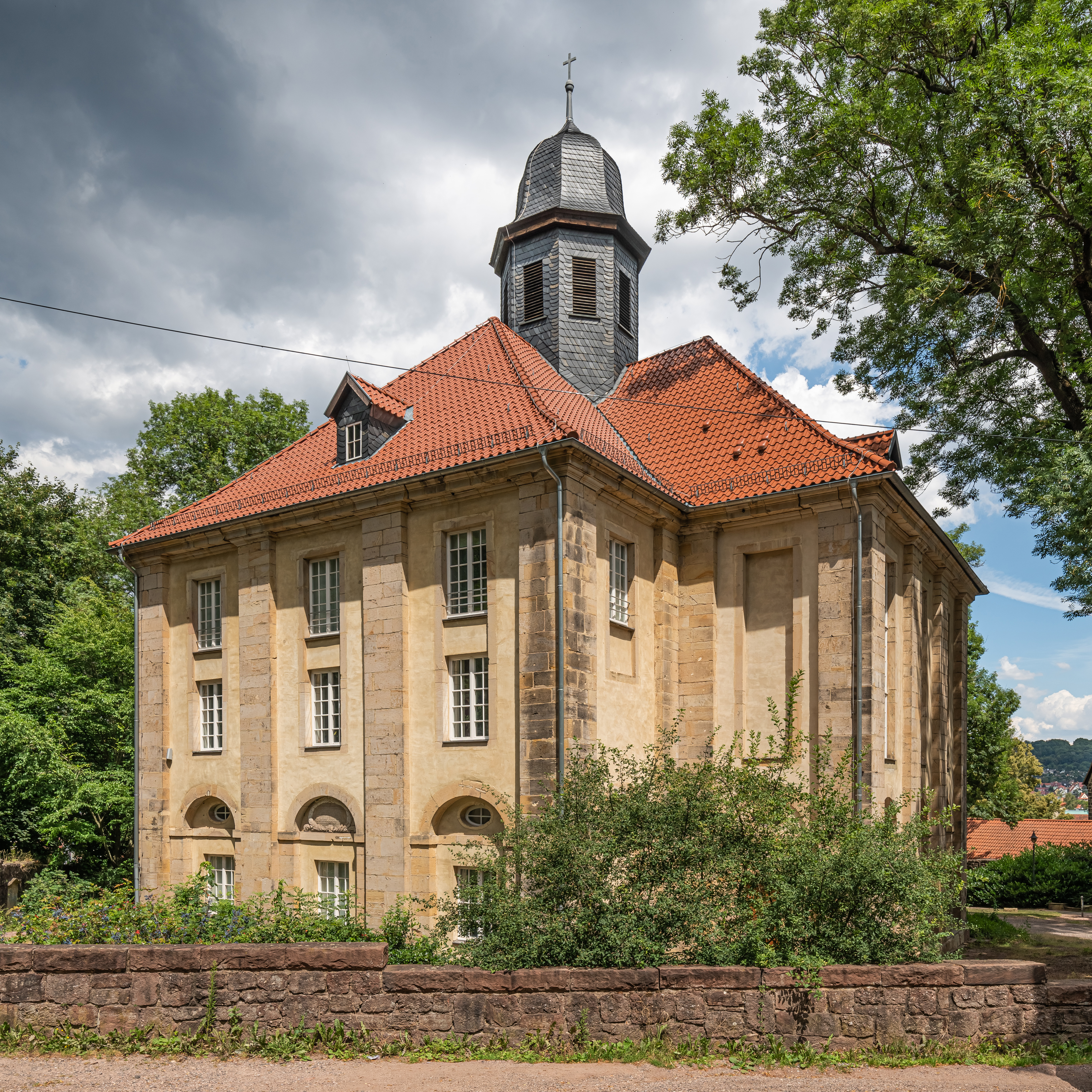
Die Kreuzkirche

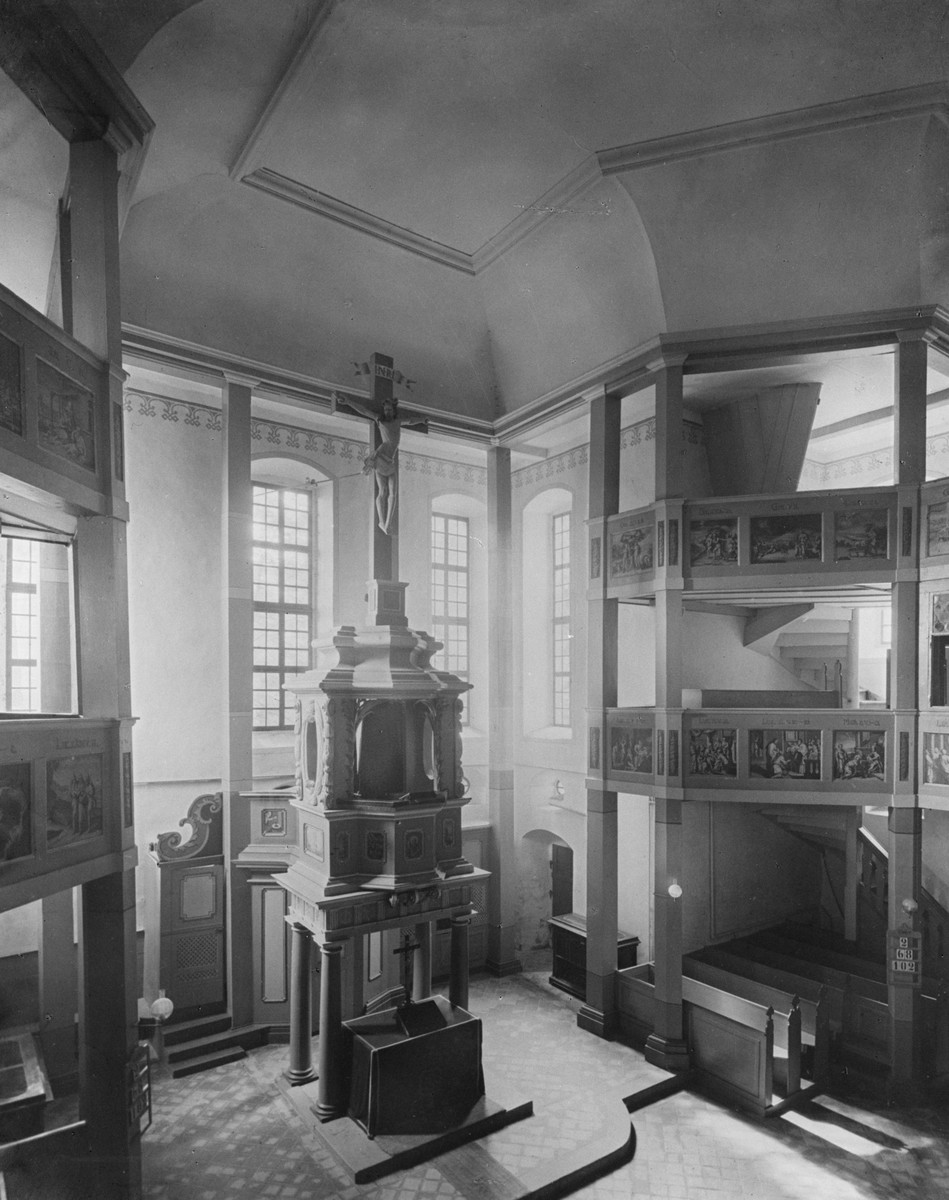
Innenraum um 1920

Die Kreuzkirche ist ein denkmalgeschütztes, profaniertes Kirchengebäude in der Stadt Eisenach in Thüringen. Die Kreuzkirche befindet sich im Stadtzentrum von Eisenach am Schlossberg am Rande des Alten Friedhofs.

## Geschichte
Die Kreuzkirche wurde mit Weihe am 2. Dezember 1697 nach einem Entwurf des Architekten Johann Mützel auf dem Gelände des Eisenacher Friedhofs errichtet. Hierbei wurden unter anderem Teile der etwa zur selben Zeit abgebrochenen Türme des früheren Eisenacher Domes verwendet. Hiervon zeugt die über dem Nordportal angebrachte lateinische Inschrift aus der Erbauungszeit, übersetzt:

„Dieses Gotteshaus, Gott und der Nachwelt geweiht, hat aus den Resten der Thürme des Kollegiatstifts Unser Lieben Frauen, welches Albert der Entartete errichtet hatte, im Sinne des schmerzlich betrauerten Herzogs von Sachsen, Johann Georgs I., sein Sohn, desselben Namens der zweite, mit seiner gottergebenen Mutter Johannetter begonnen mit der Grundsteinlegung am 27. Mai 1692 und gegen Ende des Jahres 1693 glücklich vollendet“

Über der südlichen Tür findet sich die Inschrift:

„Der Rest der Thürme, so von unser L. Frauen, 
Noch übrig war, ist hier zum Fundament zu schauen.
Johann Georg entwarff zum ersten dieses Haus, 
Sein Sohn Johann Georg führts aber auf und aus. 
Die Mutter Johannett liess milde Beysteuer reichen, 
Vnd gab zum heiligen Creutz ein rares Liebes-Zeichen. 
So hat der Fürsten Mild den alten Bau versetzt, 
Drumb dieses wird zum Ruhm den Steinen eingeätzt.“

Die Kreuzkirche wurde bis zur Aufgabe des Friedhofs im Jahr 1867 als evangelisch-lutherische Kirche genutzt und danach profaniert.
Bei den Luftangriffen auf Eisenach im Zweiten Weltkrieg wurde die Kreuzkirche beschädigt und nach Kriegsende wieder instand gesetzt. Zuletzt diente das Gebäude als Archiv der Evangelisch-Lutherischen Kirche in Thüringen.